# Beatriz Pereira
Beatriz Pereira es una localidad caboverdiana del municipio de Ribeira Grande de Santiago.

## Geografía
La localidad está situada en la isla Santiago.

## Organización territorial
La localidad abarca los lugares y barrios de:
- Beatriz Pereira
- Lém Boso